# Роландо (кардинал)
Роландо (Rolando, O.S.B.) — католический церковный деятель XII века. Аббат Бур-Дье. В 1177 году стал епископом Доля. На консистории 6 марта 1185 года был провозглашен кардиналом-дьяконом с титулом церкви Санта-Марии-ин-Портико-Октавиа. Участвовал в выборах папы 1185 (Урбан III), 1187 (Григорий VIII) и 1187 (Климент III) годов.